# Římskokatolická farnost Žitovlice
Římskokatolická farnost Žitovlice je církevní správní jednotka sdružující římské katolíky na území obce Žitovlice a v jejím okolí. Organizačně spadá do mladoboleslavského vikariátu, který je jedním z 10 vikariátů litoměřické diecéze. Do 31. května 1993 byla farnost součástí nymburského vikariátu.

## Historie farnosti
Původní středověká farnost zanikla za třicetileté války. Dnešní kostel v Žitovlicích byl vybudován v letech 1769-1772. Samostatná farnost zde byla opět zřízena v roce 1875.

### Duchovní správcové vedoucí farnost
Začátek působnosti jmenovaného v duchovní správě farnosti od:
Plebáni:
- 1362   Martinus
- 1371   Odolen
- 1373   Andreas, † 1377
- 1377   Joannes
- 1398   Joannes ze Mcel
- 1404   Albertus z Bousova
- Nicolaus
- 1414   Georgius z Kaniny

Duchovní správci obnovené farnosti:
- 1875   proto-par. (1. farář) František Musil, n. 2. 5. 1829 Všeň, o. 25. 7. 1854, † 27. (21.?) 12. 1898
- 1900   Arnošt Rameš, farář, n. 21. 2. 1857 Podůlší, o. 24. 8. 1882, † 25. (24.?) 4. 1915
- 1916   Jan Saska, n. 28. 8. 1865 Bořkov, o. 17. 7. 1892, † 6. 7. 1927
- 1924   admin. in spirit. excurr. Joann. Černovický
- 1925   par. vacat, admin. interc. excurr. Joann. Černovický
- (Josef Kříž, farář, † 6. 11. 1930 ve stáří 65 let?)
- 1931   par. vacat, admin. interc. excurr. Josef Pařík  z farnosti – děkanství Rožďalovice
- 1941   par. vacat, admin. excurr. Anton. Grus
- 1. 8.  1945    Josef Pařík, admin. excurr. z farnosti – děkanství Rožďalovice
- 1. 9.  1961    Josef Kovář, admin. excurr. z farnosti – děkanství Rožďalovice
- 1. 4.  1967    Jaroslav Drábek, admin. excurr. z farnosti – děkanství Rožďalovice
- 1. 8.  1972    Bohuslav Skácel, admin. excurr. z farnosti – děkanství Rožďalovice
- 1. 9.  1984    František Segeťa, admin. excurr. z farnosti – děkanství Rožďalovice
- 1. 10. 2005   Milan Matfiak, admin. excurr. z farnosti – děkanství Rožďalovice, od 15. 7. 2008 z farnosti Mcely
- 1. 7.  2016   Lukáš Hrabánek, admin. exc. z farnosti Mcely[1]
- 15. 3. 2023 František Janíček, admin. exc. z Dobrovic[2]

Kromě kněží stojících v čele farnosti, působili ve farnosti v průběhu její historie i jiní kněží. Většinou pracovali jako farní vikáři, kaplani, katecheté, výpomocní duchovní aj.

## Římskokatolické sakrální stavby a místa kultu na území farnosti
| | Fotografie | Stavba             | Místo     | Bohoslužby                      | Zeměpisné souřadnice            | Status          | Číslo kulturní památky                       |
| Kostel | Kostel     | Kostel             | Kostel    | Kostel                          | Kostel                          | Kostel          | Kostel                                       |
| --- | ---------- | ------------------ | --------- | ------------------------------- | ------------------------------- | --------------- | -------------------------------------------- |
| 1. |            | Kostel sv. Václava | Žitovlice | bližší informace o bohoslužbách | 50°17′39″ s. š., 15°8′12″ v. d. | farní kostel    | 34733/2-1976 (Pk•MIS•Sez•Obr•WD) (Q24639790) |
| Kaple |            |                    |           |                                 |                                 |                 |                                              |
| 2. |            | Kaple              | Žitovlice | bližší informace o bohoslužbách | 50°17′28″ s. š., 15°8′26″ v. d. | hřbitovní kaple | —                                            |
| Některé drobné sakrální stavby a pamětihodnosti lze dohledat zde v databázi Drobné sakrální památky Zaniklé sakrální stavby lze dohledat zde v databázi Poškozené a zničené kostely, kaple a synagogy v České republice |            |                    |           |                                 |                                 |                 |                                              |